# Haley Lu Richardson
Haley Lu Richardson (Phoenix, Arizona; 7 de marzo de 1995) es una actriz estadounidense de cine y televisión. Es conocida por su papel principal en la serie Ravenswood, y por sus interpretaciones en las películas The Edge of Seventeen (2016), Split (2016), A dos metros de ti (2019) o La probabilidad estadística del amor a primera vista (2023).

## Biografía
Haley Lu Richardson nació el 7 de marzo de 1995 en Phoenix, Arizona. Es hija de Valerie, una directora de marketing, y de Forrest L. Richardson, un arquitecto de campos de golf. Richardson asistió al colegio Villa Montessori, y más tarde al instituto Arcadia. Durante sus años escolares, participó regularmente en las producciones teatrales y competiciones de baile regional. Desde 2001 hasta 2011, fue la bailarina principal en el Cannedy, Compañía de Baile basada en Phoenix, Arizona. En 2011, se mudó a Hollywood, California.
En 2012 comenzó una relación sentimental con el actor canadiense Brett Dier. La pareja se comprometió en marzo de 2019, pero se separaron en noviembre de 2020. Desde entonces mantienen una relación amistosa

## Carrera
En 2013 consiguió un papel recurrente en la serie familiar Ravenswood de la cadena ABC. También ese año apareció como invitada en la serie de Disney Channel Shake it Up, y fue coprotagonista en el episodio piloto de la serie Adopted de ABC que nunca llegó a estrenarse. Además estrenó la película para televisión Escape from Polygamy de Lifetime, junto a Jack Falahee.
Richardson fundó Hooked by Haley Lu en 2013, una línea de tejidos de sombrero y productos de accesorio que venden exclusivamente a detallistas en Hollywood, California. Los productos Hooked by Haley Lu son diseñados por ella misma y ofrecidos bajo licencias a selectos fabricantes para ventas de producción.
En 2014 tuvo papeles principales en las películas The Last Survivors, junto a Booboo Stewart y Nicole Fox, y The Young Kieslowski, junto a Ryan Malgarini. El año siguiente participó en The Bronce junto a Melissa Rauch.
En enero de 2016 estrenó, con un papel recurrente, la serie Recovery Road. En el cine, participó con un papel secundario en la película The Edge of Seventeen, junto a Hailee Steinfeld, Woody Harrelson y Blake Jenner. También ese año formó parte del reparto de la película de terror Split.
En los últimos años ha centrado su carrera en el cine, participando en películas como Columbus y Operation Finale. Más recientemente ha estrenado The Chaperone con Miranda Otto, Support the girls con Regina Hall, y Five Feet Apart, cinta que protagoniza junto a Cole Sprouse.

## Filmografía
| Año  | Título                                               | Rol             | Notas        |
| ---- | ---------------------------------------------------- | --------------- | ------------ |
| 2012 | Meanamorphosis                                       | Cameron         | Cortometraje |
| 2014 | The Last Survivors                                   | Kendal          | Protagonista |
| 2014 | The Young Kieslowski                                 | Leslie Mallard  | Protagonista |
| 2015 | The Bronze                                           | Maggie Townsend | Protagonista |
| 2015 | Follow                                               | Viv             | Protagonista |
| 2016 | The Edge of Seventeen                                | Krista          | Secundario   |
| 2016 | Split                                                | Claire          | Secundario   |
| 2017 | Columbus                                             | Casey           | Protagonista |
| 2018 | Operation Finale                                     | Silvia Hermann  | Secundario   |
| 2018 | Support the girls                                    | Maci            | Protagonista |
| 2019 | The Chaperone                                        | Louise Brooks   | Protagonista |
| 2019 | A dos metros de ti                                   | Stella Grant    | Protagonista |
| 2020 | Unpregnant                                           | Veronica Clarke | Protagonista |
| 2021 | After Yang                                           | Ada             | Secundario   |
| 2021 | Montana Story                                        | Erin            | Protagonista |
| 2023 | La probabilidad estadística del amor a primera vista | Hadley Sullivan | Protagonista |

| Año         | Título                            | Rol                    | Notas                                 |
| ----------- | --------------------------------- | ---------------------- | ------------------------------------- |
| 2012        | Up in Arms                        | Coreógrafo / Bailarina | Episodio: "Flash Mob Parody Speciall" |
| 2012        | Christmas Twister                 | Kaitlyn                | Película de televisión                |
| 2013        | Shake it Up                       | Dancer                 | Episodio: "Quit it Up"                |
| 2013        | Adopted                           | Destiny                | Sin estrenar                          |
| 2013        | Escape from Polygamy              | Julina                 | Película de televisión                |
| 2013 – 2014 | Ravenswood                        | Tess Hamilton          | 5 episodios                           |
| 2014        | Awkward                           | Mackenzie              | Episodio: "Sophomore Sluts"           |
| 2015        | Law & Order: Special Victims Unit | Jenna Davis            | Episodio: "Decaying Morality"         |
| 2015        | Your Family or Mine               | Maya                   | Episodio: "Piloto"                    |
| 2015        | Mortal Kombat X: Generations      | Cassie Cage            | Episodio: "Mission Fatigue"           |
| 2016        | Recovery Road                     | Ellie Dennis           | Recurrente                            |
| 2019        | Jane The Virgin                   | Charlie                | 2 Episodios                           |
| 2022        | The White Lotus                   | Portia                 | Protagonista (Temporada 2)            |

Videoclips
- 2012: “Vecina” de Sonus.
- 2012 “Save Me Tonight” de Sonus.
- 2023 “Wings” de Jonas Brothers.[21]